# Percy Gibson Parra
Percy Gibson Parra (Mollendo, 6 de abril de 1908 - Lima, 26 de agosto de 1969) fue un poeta, dramaturgo, ensayista y bibliotecario peruano.

## Biografía
Fue hijo del célebre poeta arequipeño, Percy Gibson Möller, y de Mercedes Parra del Riego. Sobrino del poeta Juan Parra del Riego. 
Nacido en el puerto de Mollendo, fue trasladado a Arequipa, donde cursó su educación primaria en el Colegio de la Orden Lazarista, y la secundaria en el Colegio Nacional de la Independencia Americana. 
Pasó luego a Lima, donde culminó su secundaria en el Colegio Nacional Nuestra Señora de Guadalupe. Sus estudios superiores los cursó en la Facultad de Derecho de la Universidad Mayor de San Marcos (1924-1928). 
Viajó a Europa, radicando en España de 1929 a 1934. Luego recorrió Francia, Inglaterra y otros países. 
En 1936 volvió al Perú y reingresó en la Universidad de San Marcos, para terminar una especialización en Literatura. 
Fue director del suplemento literario del diario La Prensa de Lima (1944-1945). 
Cursó en la Escuela Nacional de Bibliotecarios, formando parte de su primera promoción (1944). Pasó enseguida a laborar en la Biblioteca Nacional del Perú, donde fue jefe de los departamentos de Consulta y Lectura (1944-1947) e Ingresos (1947-1948); y, finalmente, ascendió a secretario general, el 10 de junio de 1948.
Asimismo, colaboró en el diario El Comercio como crítico de cine y dirigió el periódico literario Trilce (1966).

## Obras
- Esa luna que empieza (1948), poema escénico en tres actos. Premio Nacional de Teatro, 1946.
- Primera piedra (1966), colección de sonetos consagrados a la historia y la naturaleza del Perú.